# Botschaft Sierra Leones in Berlin

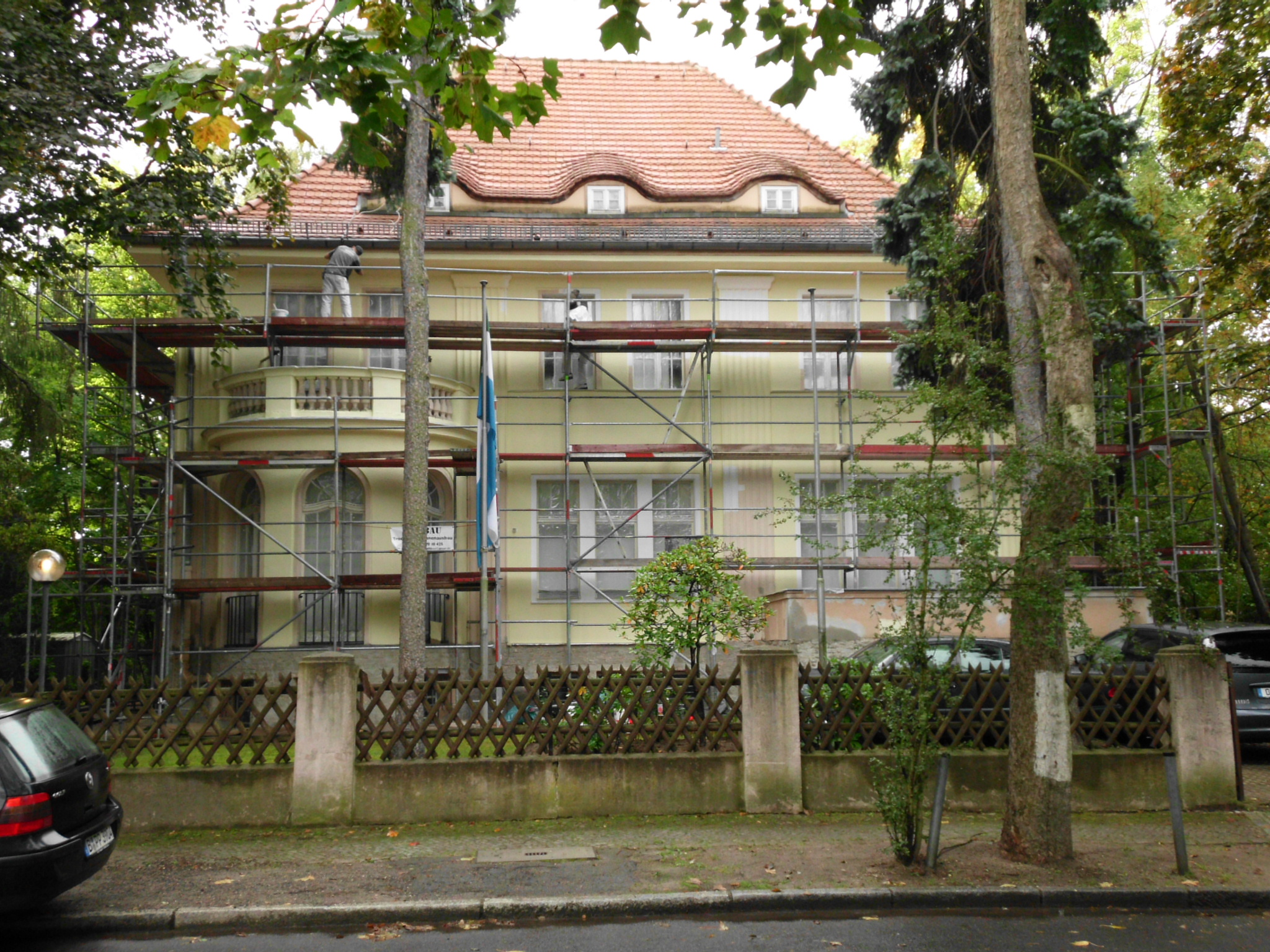
Botschaft in der Herwarthstraße 4 in Berlin-Lichterfelde

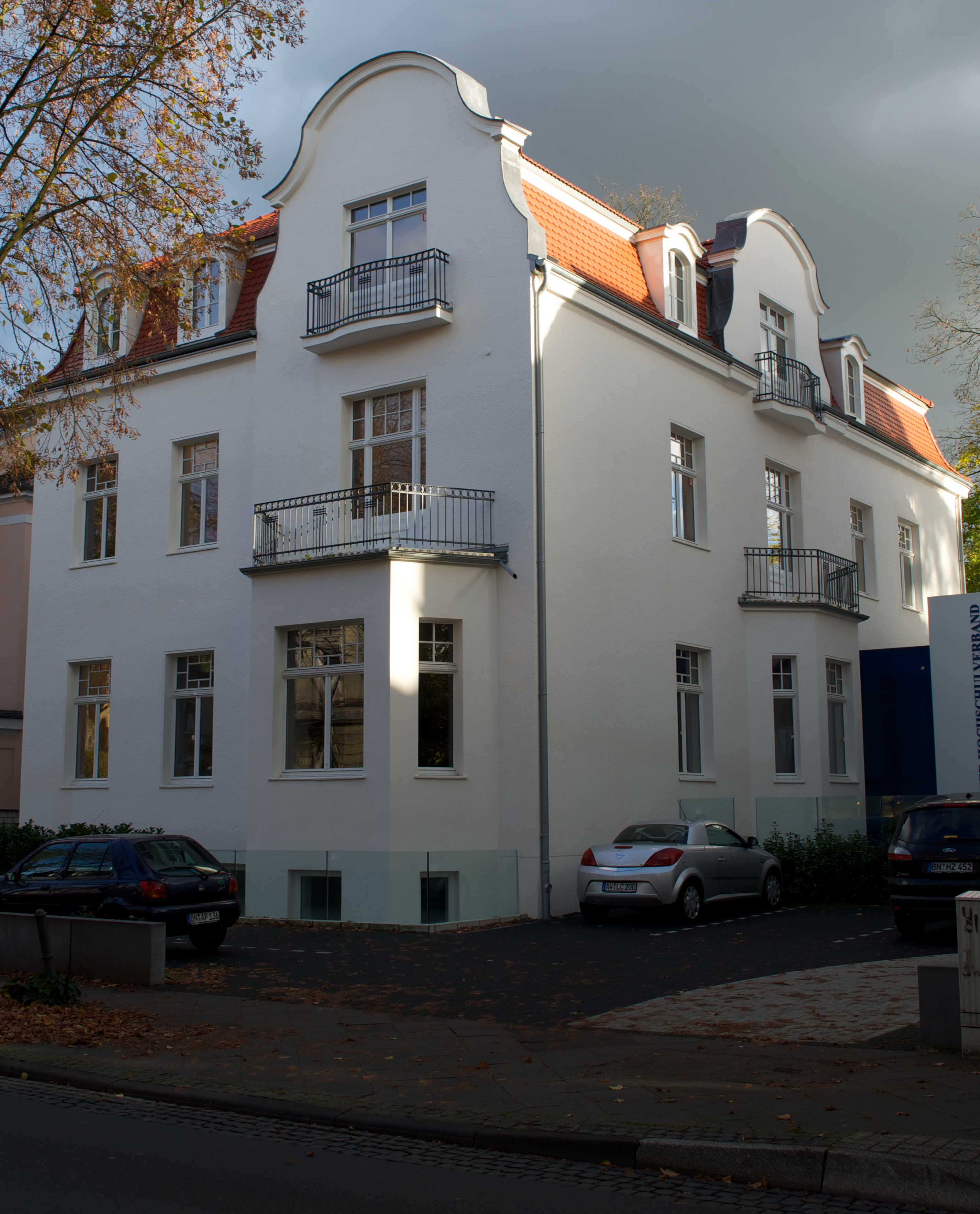
Ehemaliges Botschaftsgebäude in der Rheinallee 20 in Bonn

Die Botschaft Sierra Leones in Berlin (englisch Embassy of the Republic of Sierra Leone in the Federal Republic of Germany) ist die diplomatische Vertretung der Republik Sierra Leone in Deutschland. Sie hat ihren Sitz in der Herwarthstraße 4 im  Ortsteil Lichterfelde des Bezirks Steglitz-Zehlendorf.
Botschafter ist seit dem 5. November 2018 M’Baimba Lamin Baryoh.
Sierra Leone unterhält ein Honorargeneralkonsulat in Frankfurt am Main und Honorarkonsulate in Grünwald und Hamburg.

## Geschichte der diplomatischen Beziehungen
Am 27. April 1961 nahmen Sierra Leone und die Bundesrepublik Deutschland diplomatische Beziehungen auf. Die Botschaft befand sich in der Rheinallee 20 in Bonn-Bad Godesberg. Aufgrund des Umzugs von Bundestag und Regierung nach Berlin verlegte auch die Botschaft Sierra Leones ihren Sitz in die neue deutsche Hauptstadt.
Seit dem 22. Dezember 1972 bestanden diplomatische Beziehungen zwischen Sierra Leone und der DDR. Sie endeten mit der deutschen Wiedervereinigung im Jahr 1990. Der Botschafter Sierra Leones in Moskau war in der DDR zweitakkreditiert.

## Botschafter
- Desmond Luke (1969–1973)
- Sheka Hassan Kanu (1973–1978)
- Gustav Harry Kashope (1978–?)
- Sahr Thomas Matturi (1984–1986)
- (1986–1995)
- Colin Adeyemi Macauley (1995–1996)
- Umaru Bundu Wurie (1996–2004)
- (2004–2009)
- Jongopie Siaka Stevens (2009–2018)
- M’Baimba Lamin Baryoh (seit 5. November 2018)[6]

## Botschaftsgebäude
Das Gebäude wurde 1914–1915 nach Plänen von Ernst Bügel für den Textilkaufmann Karl Schäfer errichtet. Vor seiner Nutzung durch die Botschaft war hier der Kinder- und Jugendgesundheitsdienst des bezirklichen Gesundheitsamtes untergebracht. Das Gebäude steht auf der Berliner Landesdenkmalliste.